# 迂言法
迂言法（うげんほう、英語: circumlocutionまたはperiphrasis）とは、ある語句を、全体として同じ意味を持つ複数の単語からなる句を用いて間接的に表現する語法または修辞法である。
また一般的な言語学（文法）用語としても、やや異なる意味で使われる（これについては文法用語の項を参照）。
用途としては、難しい語句をわかりやすく表現する方法としても使える。しかしむしろ、直接的な表現が憚られる（社会的に下品、無礼またはタブーと考えられ、あるいは本来の意図と違う意味に取られるおそれがある）場合、また皮肉などの意味でよく用いられる婉曲語法の一種である。
日常的には「遠回しな」言い方と呼ばれ、相手にとってかえって理解しにくい場合には
「回りくどい」という印象を与える。

## 文法用語
文法での迂言法または迂言形とは、語形変化や接辞の膠着により文法的機能を示す単語を用いる代わりに、複数の単語からなる句・連語を用いることを指す用語である。
日本語の例を挙げれば、可能動詞「行ける」の代わりに「行くことができる」といい、また道具・手段を表すのに単純な助詞「で」の代わりに「によって」という類である。
英語では動詞の未来を表す表現としては迂言形（複合形）しか使えず、不定詞に助動詞 (will) をつけるなどして表される。それに対しロマンス語（フランス語など）では動詞の活用形として未来形があり、1つの単語で表現できる。ただし、起源は助動詞と不定詞による迂言形であり現代語の形は両者の融合の結果である。また、一般に分析的言語（孤立語）では迂言法が一般的であり、それ以外の言語（総合的言語）では迂言的でない方法が多くある。